# NGC 6078
NGC 6078 (również PGC 57460) – galaktyka eliptyczna (E), znajdująca się w gwiazdozbiorze Herkulesa. Odkrył ją Édouard Jean-Marie Stephan 21 czerwca 1876 roku.
W galaktyce tej zaobserwowano supernową SN 2011dv.